# Високий Замок (парк)
Парк «Висо́кий За́мок» — парк на Замковій горі у Львові, пам'ятка садово-паркового мистецтва місцевого значення. Парк входить до складу природо-заповідного фонду України як національне надбання.

## Коротка історія
Парк «Високий Замок» був заснований 1835 року (за іншими даними 1853) та розпланований головним міським садівником Бауером. Розташований на схилах Замкової та Княжої гір поблизу Кайзервальду. Загальна площа парку — 36,2 га. У насадженнях переважають листяні породи: каштан, клен, явір, ясен, липа, береза, тополя, акація, модрина, в'яз, дуб, вільха чорна а також сосна.
Складається з двох терас. На нижній терасі розташовані будиночок садівника, пам'ятний знак на честь Максима Кривоноса, ресторан, нижній оглядовий майданчик. 15 серпня 1841 було збудовано штучну печеру — грот — на Високому Замку, для якої використали левів зі старої ратуші, яка впала 14 липня 1826 року. Навколо будинка садівника росте багато екзотичних рослин — магнолія, катальпа, червонолистий бук, деревовидна півонія, гортензія та інші.
На верхній терасі розташований штучний курган (Копець Люблінської унії) з оглядовим майданчиком (висота 413 над рівнем моря), насипаний в 1869–1900 роках польською громадою міста на честь 300-ліття Люблінської унії. При підніжжі кургану є залишки оборонного муру Високого Замку, побудованого князями Романовичами, з якого пізніше був узятий матеріал для будівництва кургану. У верхній частині парку з 1957 року розташований Львівський телецентр і Львівська телевежа (заввишки 192 метри) телетрансляції. Біля підніжжя кургану 1874 року був встановлений Лев Лоренцовича. 2008 року він був переданий Львівському історичному музею і встановлений в Італійському дворику.

## Галерея

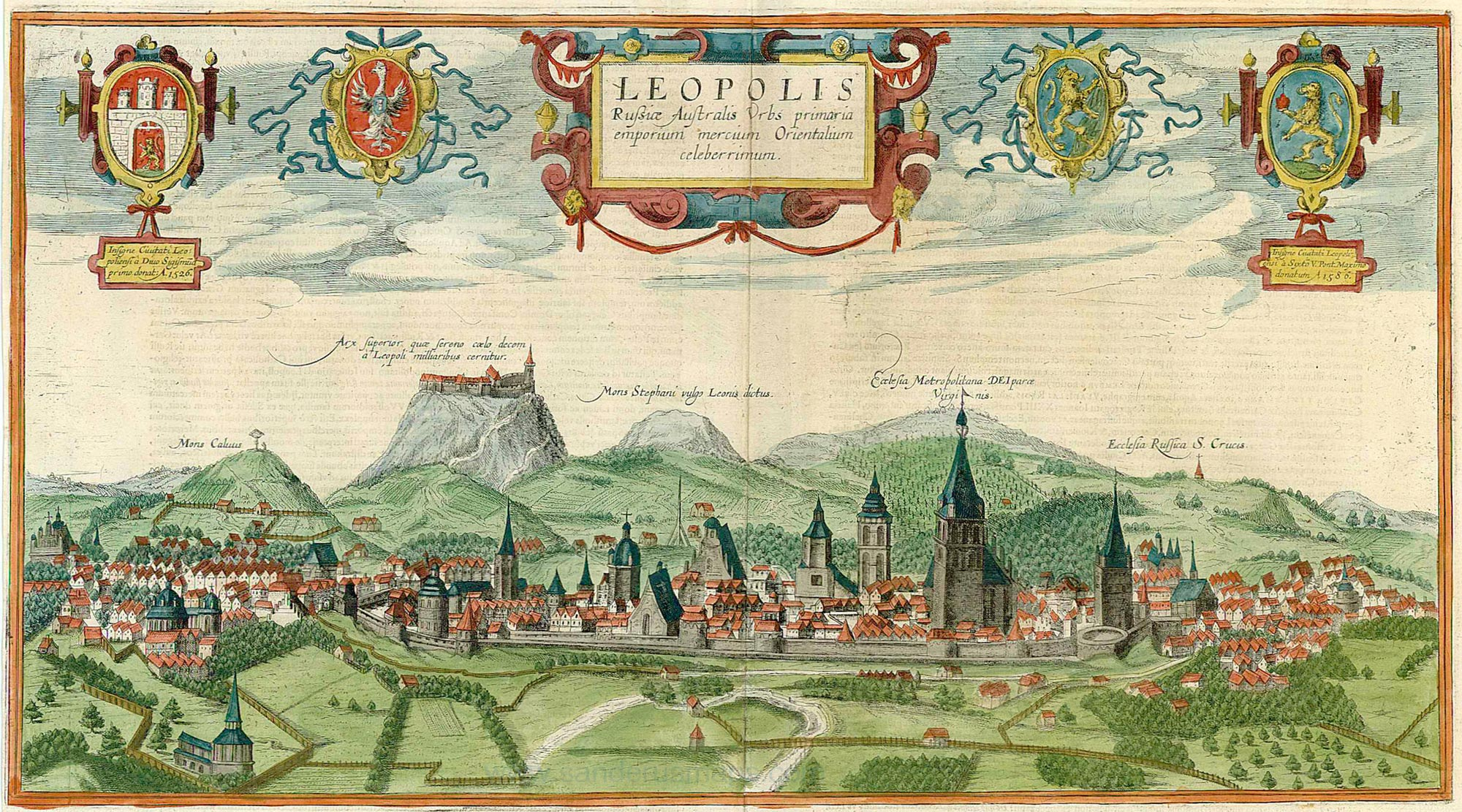
Панорама Гогенберга
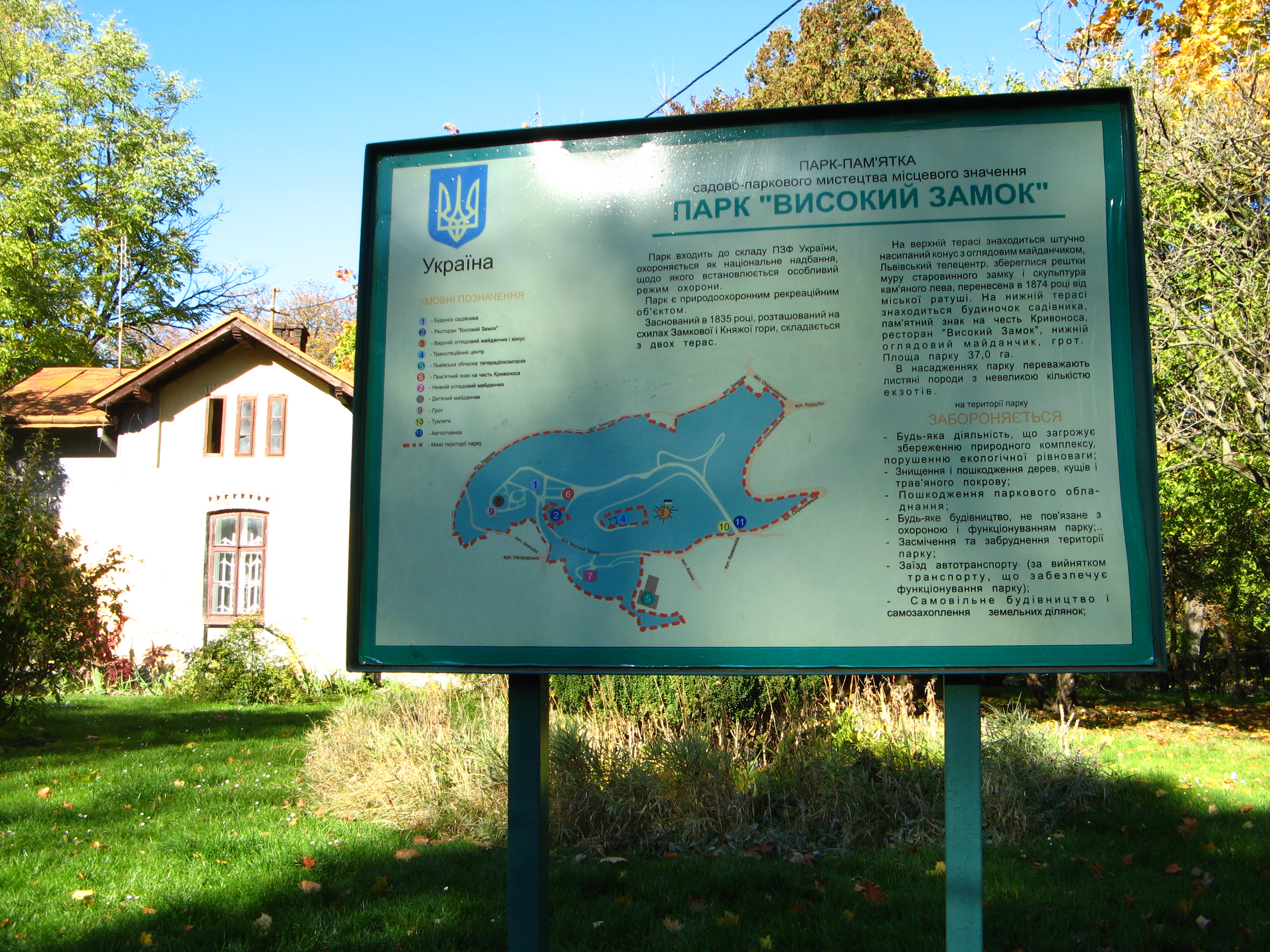
Інформаційна таблиця біля будиночку садівника (2012)
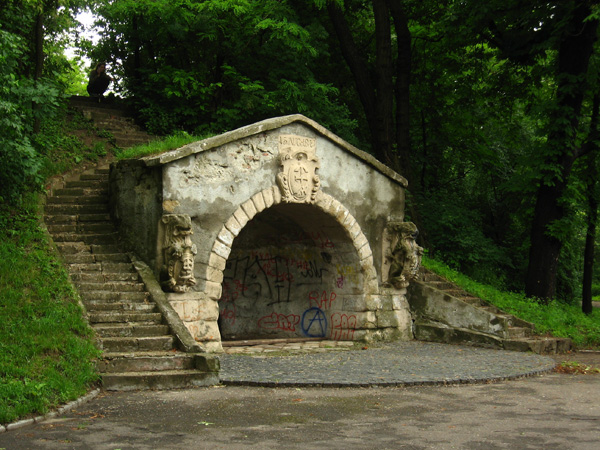
Грот на нижній терасі парку 1841 року (2007)
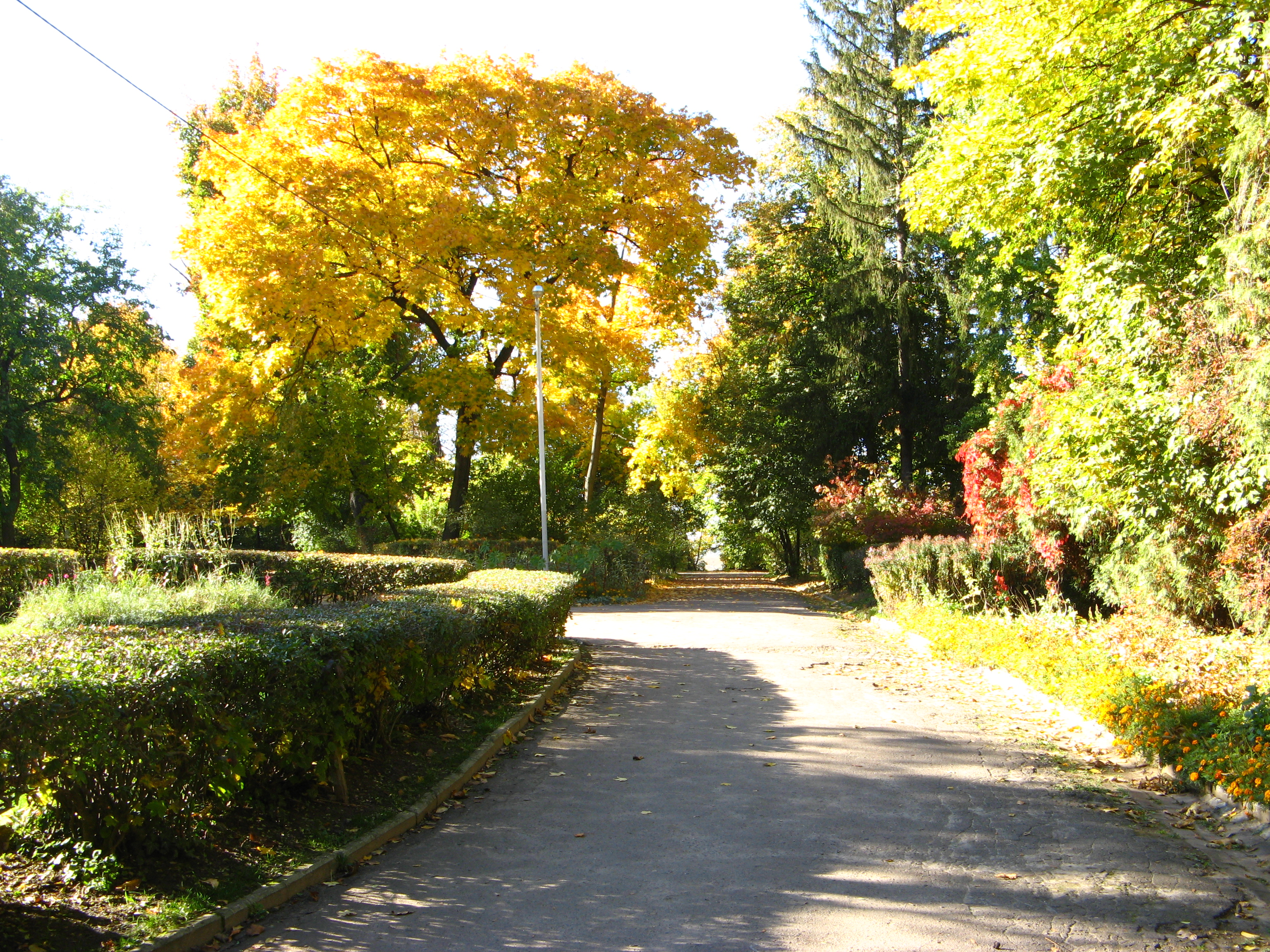
Алея в парку (2012)
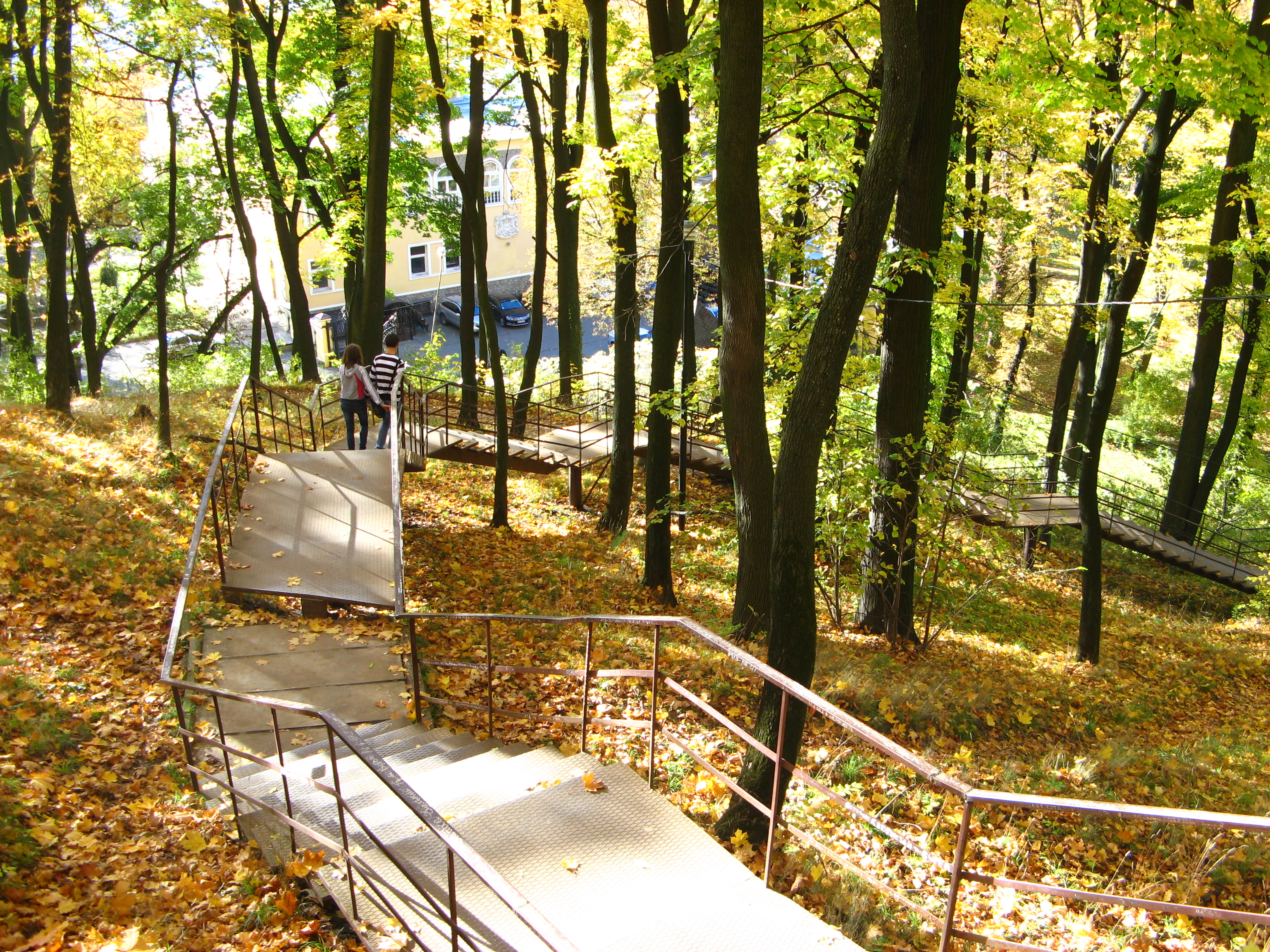
Сходи між горішньою і долішньою частинами парку (2012)
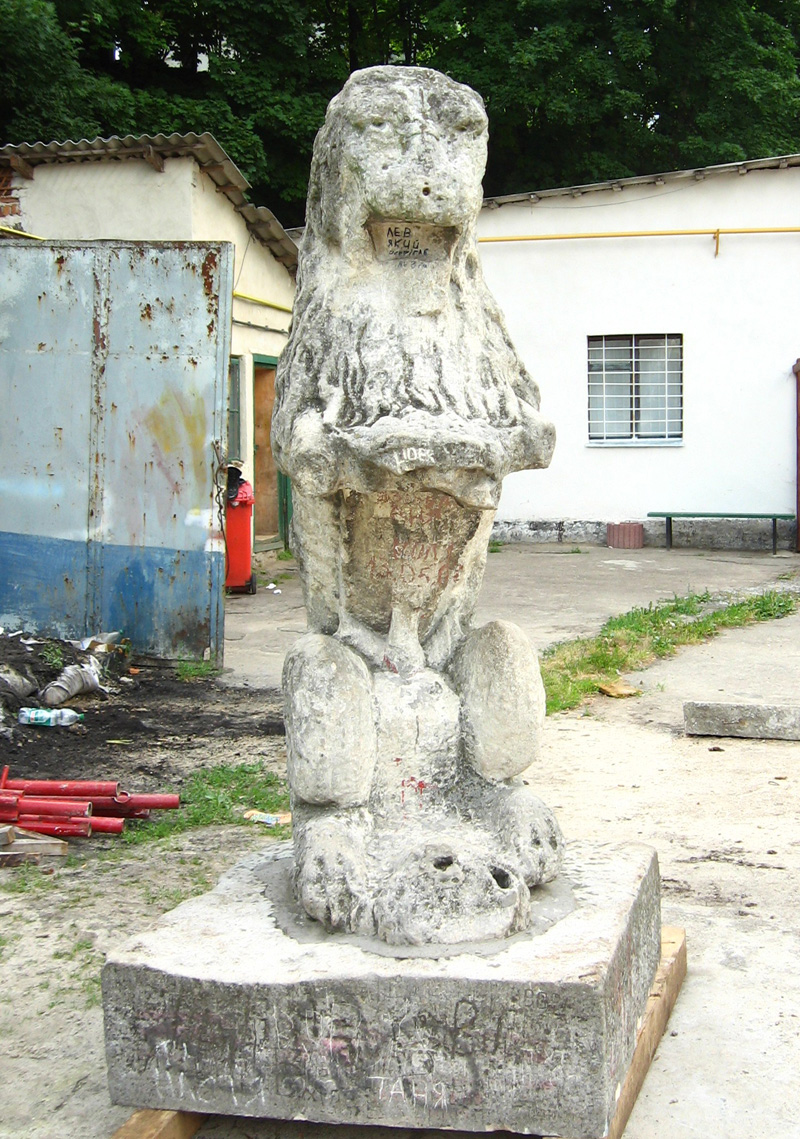
Лев Лоренцовича

Види на Високий Замок в різні пори року
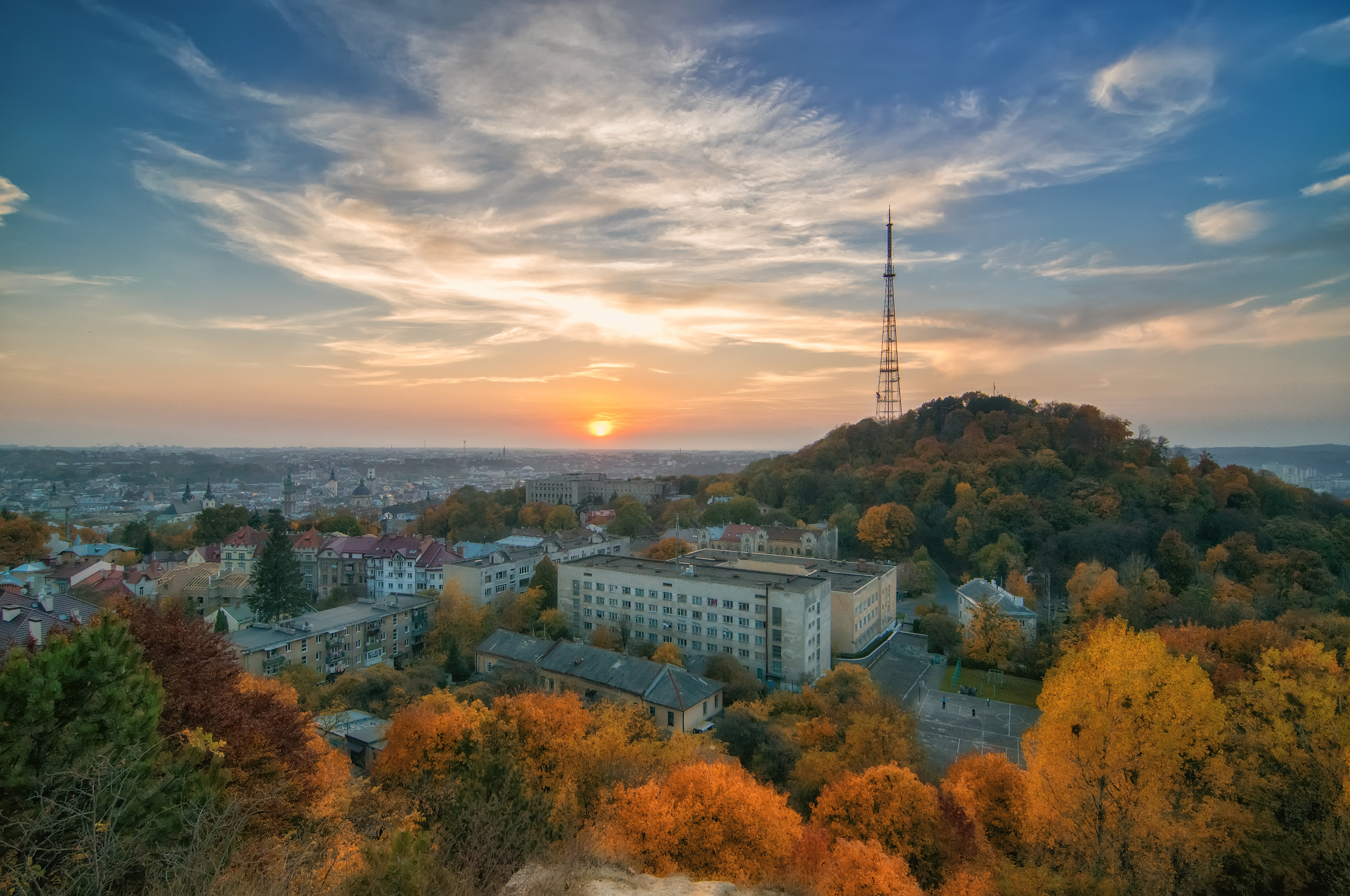
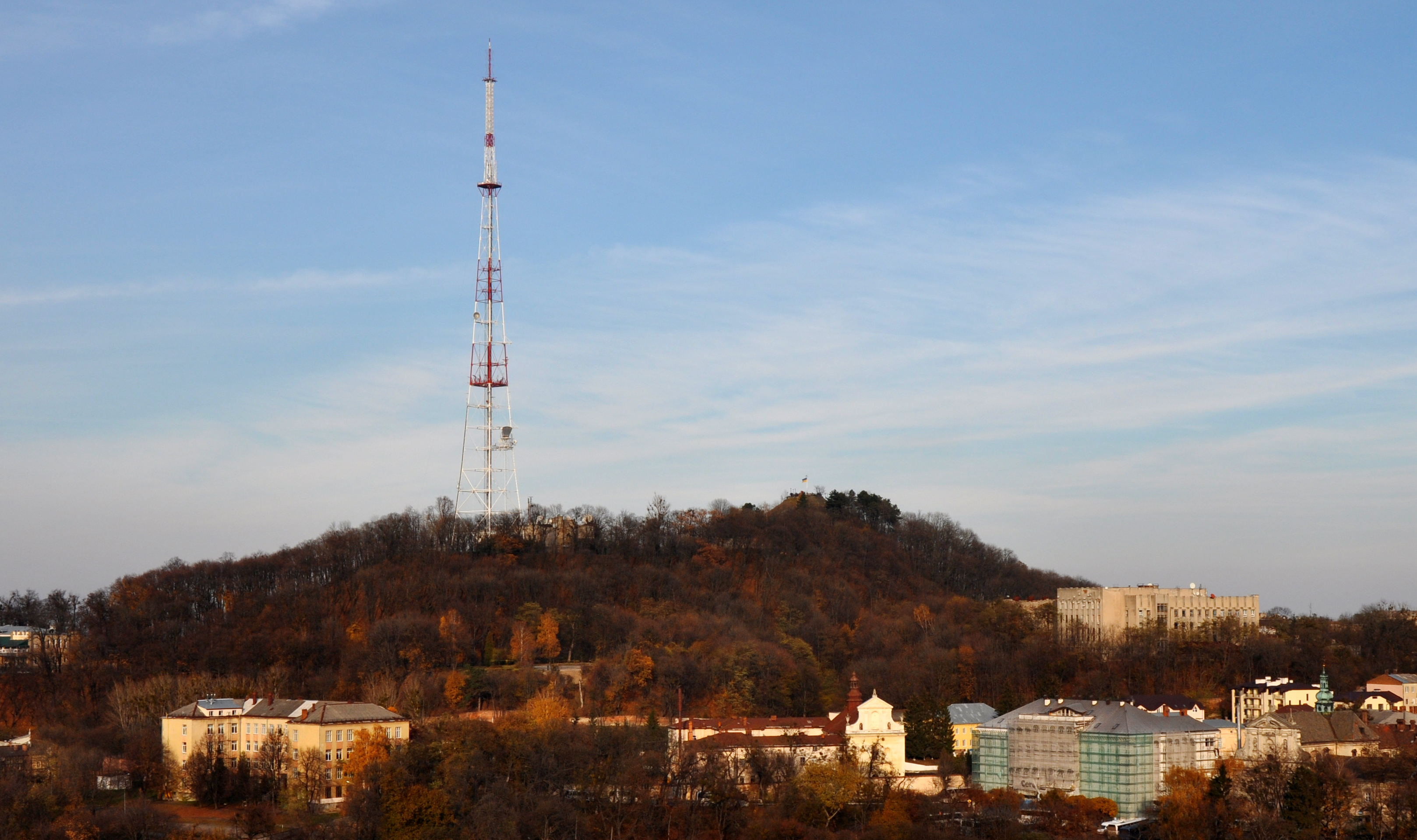
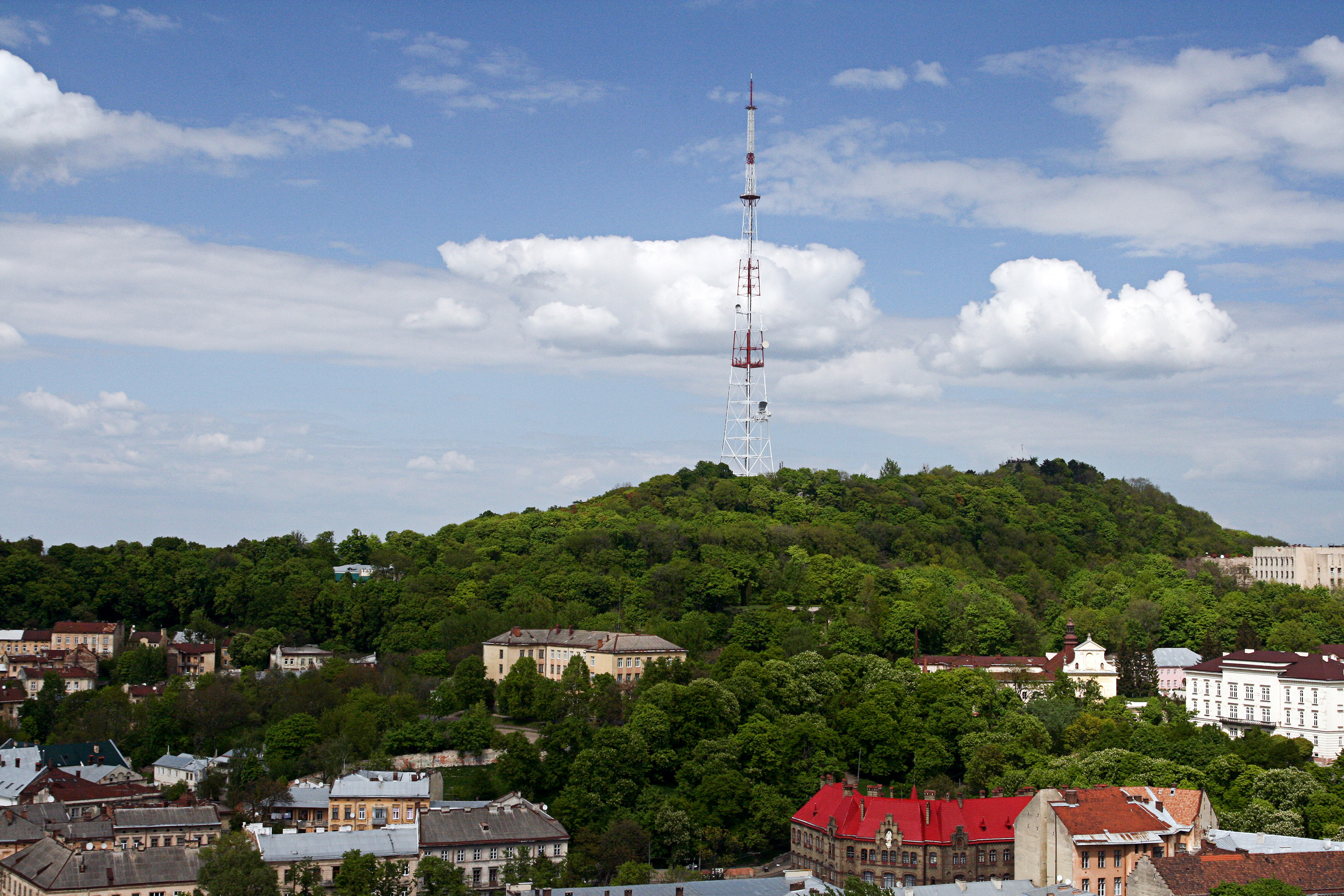
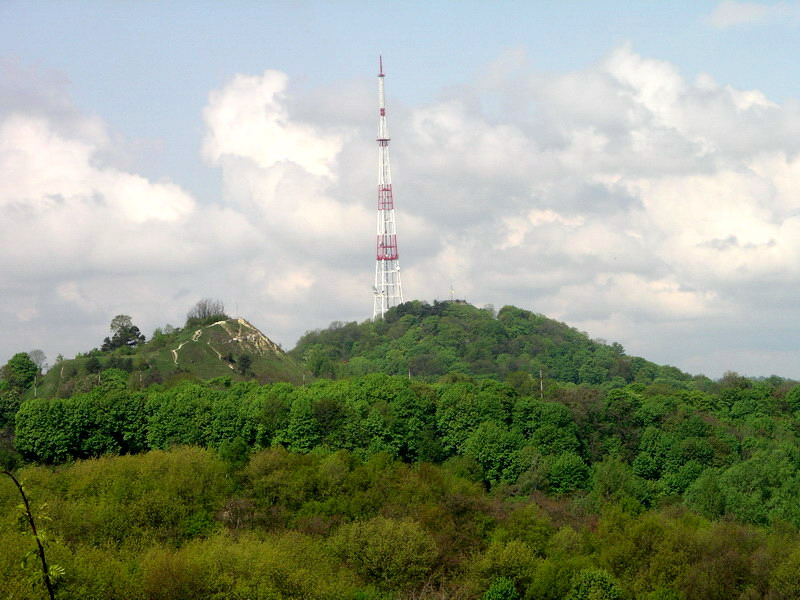
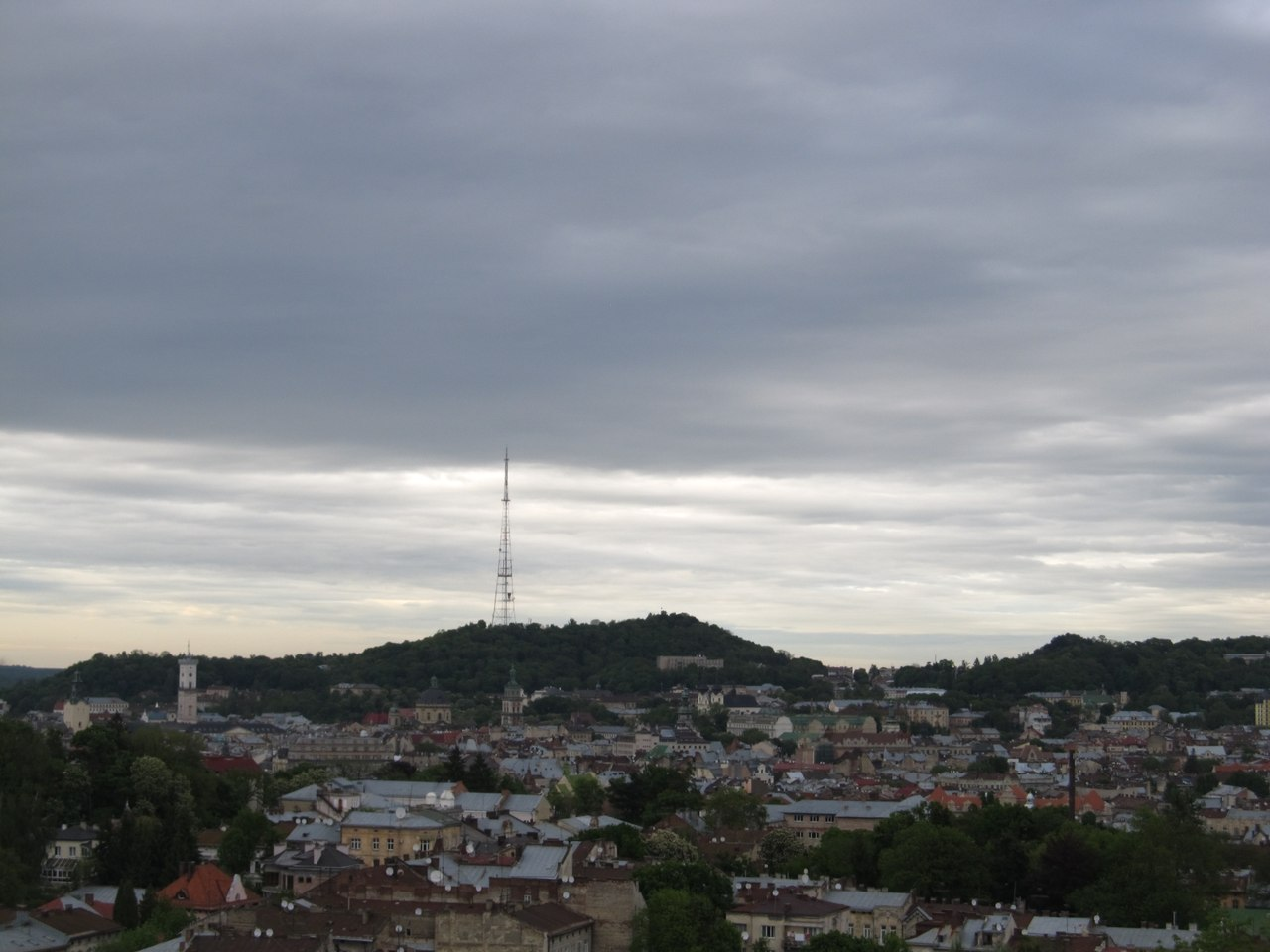
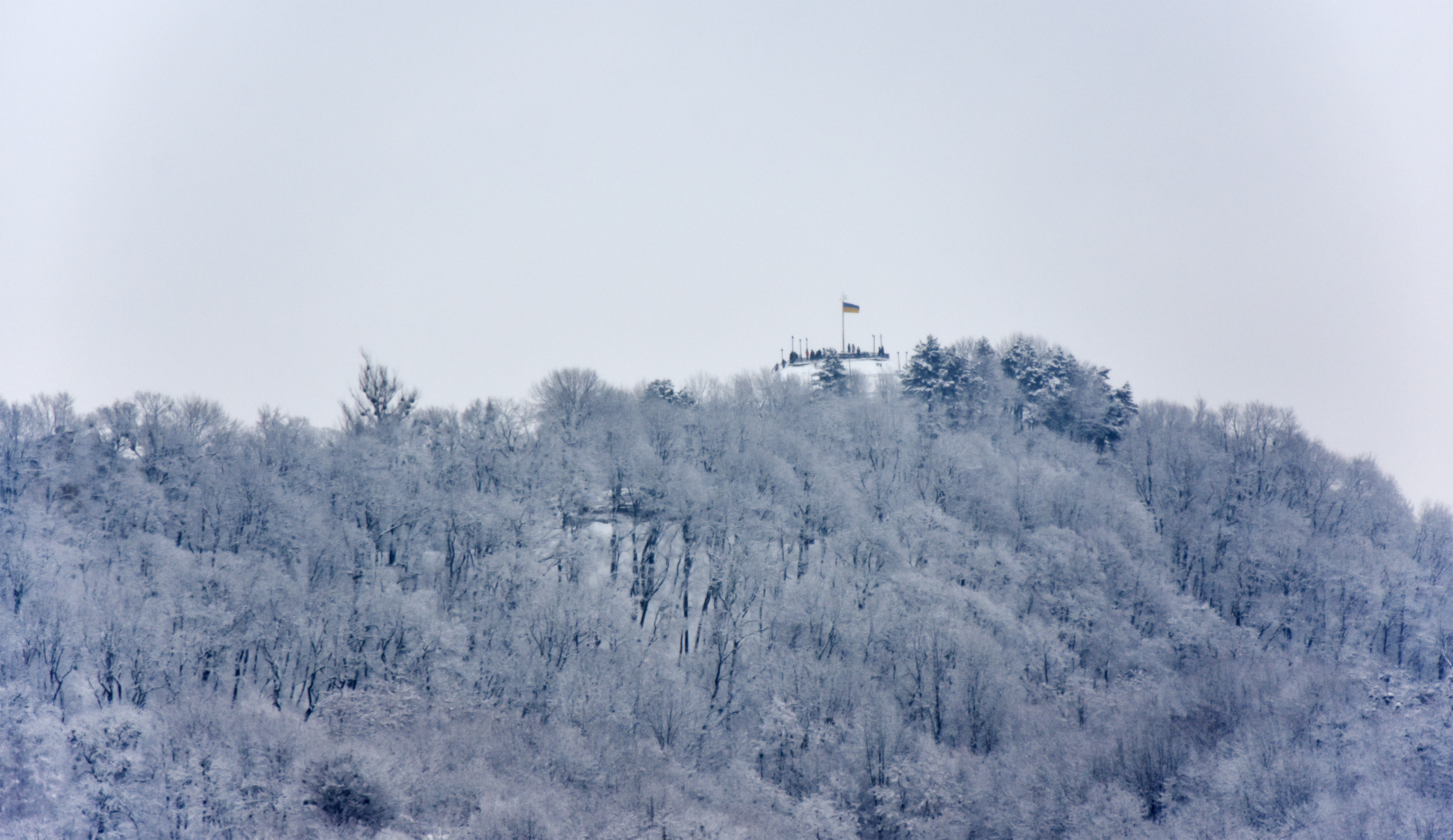

## Транспортне сполучення
Хоча парк «Високий Замок» є одним із найулюбленіших місць прогулянок львів'ян та гостей міста, на теперішній час він не зв'язаний із центральною частиною міста громадським транспортом.
У 1910—1970 роках до входу в парк «Високий Замок» курсували трамваї маршруту № 12 вул. Суворова (нині Сахарова) — Високий Замок. Трамвайна лінія була відкрита 7 серпня 1910 року і пролягала вулицями Просвіти, Лисенка, Гуцульською та Кривоноса. На ділянці до вулиці Гуцульської вона була двоколійною, а далі — одноколійною. Це була найскладніша у плані рельєфу трамвайна лінія Львова. 1970 року вона була закрита, оскільки старі трамваї, виготовлені іще на початку XX століття, повністю вичерпали свій ресурс.
Після закриття і демонтажу трамвайної лінії було запроваджено курсування автобусного маршруту № 11, який припинив свою роботу на початку 1990-х років. У 2000-ні роки було запроваджено курсування на Високий Замок автобусного маршруту № 9, але пропрацював він недовго.